# MG P-Type
Der MG P-Type war ein kleiner Sportwagen, den MG von 1934 bis 1936 herstellte. Der als „Midget“ bezeichnete Wagen besaß eine überarbeitete Version des im Morris Minor von 1928 und im Wolseley Ten eingesetzten Motors mit Querstromzylinderkopf und obenliegender Nockenwelle (OHC-Ventilsteuerung), der auch schon im Vorgängertyp J-Type 1932 bis 1934 eingebaut war. Über ein nicht synchronisiertes Vierganggetriebe wurden die Hinterräder angetrieben. Das Fahrgestell war gegenüber dem Vorgänger etwas länger und hatte an halbelliptischen Blattfedern aufgehängte Starrachsen vorn und hinten. Die Lenkung arbeitete anfangs mit einem  Lenkgetriebe von Marles-Weller, später kam es von Bishop, beides Fingerlenkungen. Der Zweisitzer hatte einen Radstand von 2210 mm und eine Spurweite von 1067 mm. Neben stromlinienförmigen Coupé-Karosserien wurden die meisten Fahrzeuge als offene Zweisitzer ausgeführt. Außerdem gab es den P-Type als Viersitzer, aber das war ein Auto, das an seiner schwachen Motorisierung und seiner geringen Bodenfreiheit hinten litt. Während J-Type, K-Type und L-Type Nummern zur Versionsunterscheidung (z. B. J1 für den Viersitzer oder K2 für den Zweisitzer) trugen, war das beim P-Type und seinem Sechszylinder-Schwestermodell N-Type nicht der Fall.

## MG PA (1934–1935)
Die erste Version, der MG PA, hatte einen Vierzylinder-Reihenmotor mit 847 cm³ Hubraum wie der J-Type, aber nun mit drei Kurbelwellenlagern, größerer Nockenwelle und zwei SU-Vergasern. Er leistete 36 bhp (26,5 kW) bei 5500/min.

MG PA, Baujahr 1934
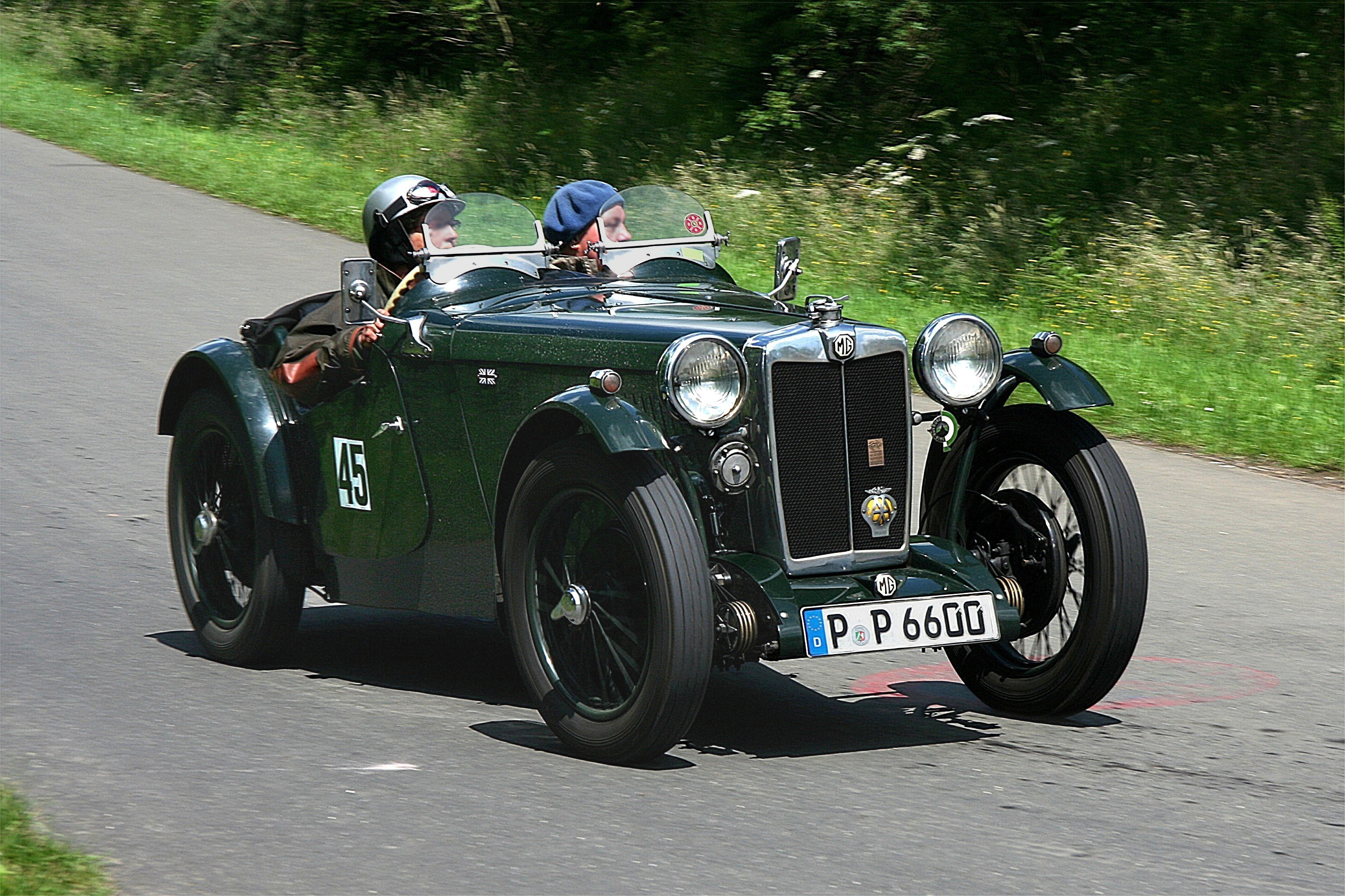
… auf der Nürburgring-Südschleife
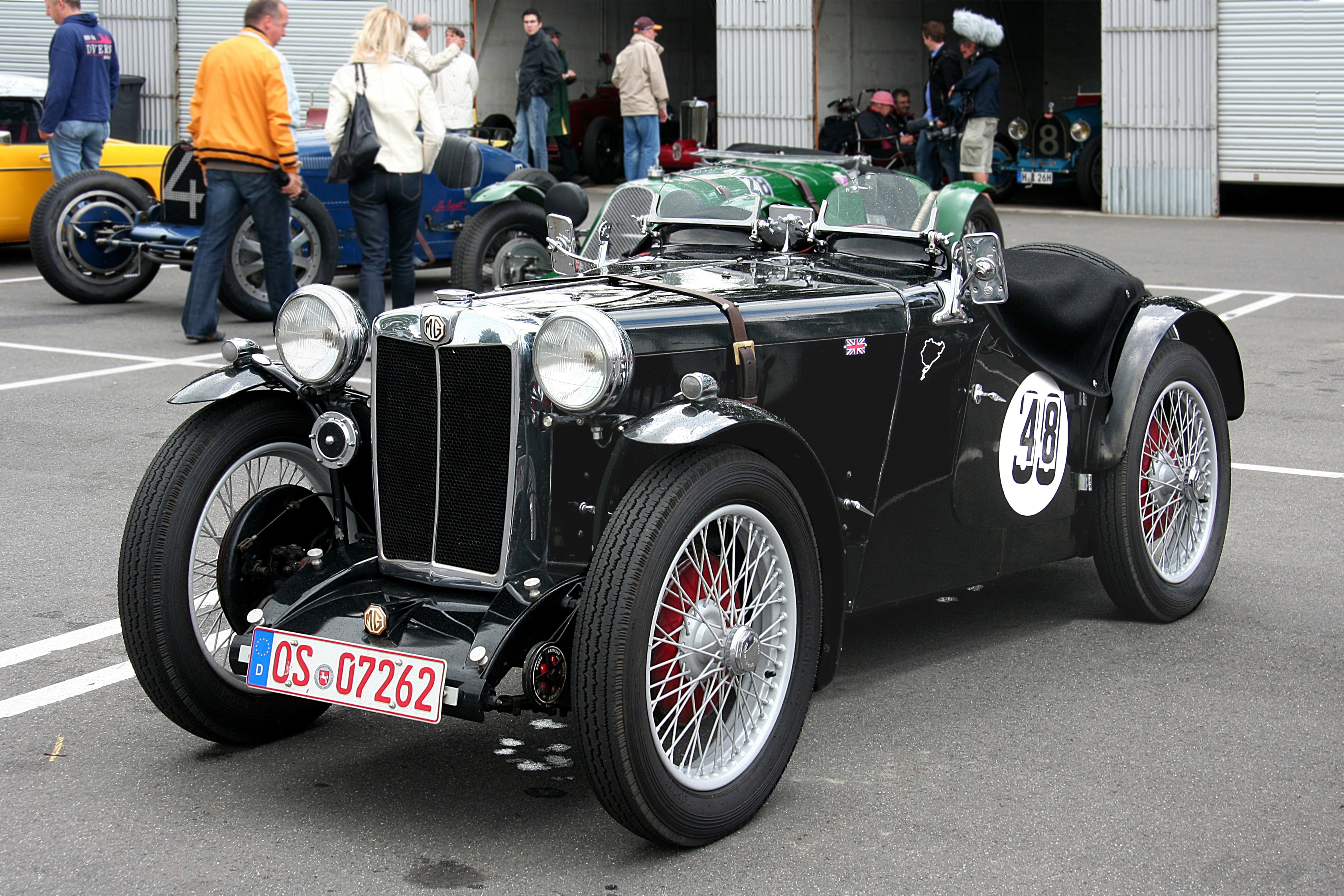
… im historischen Fahrerlager
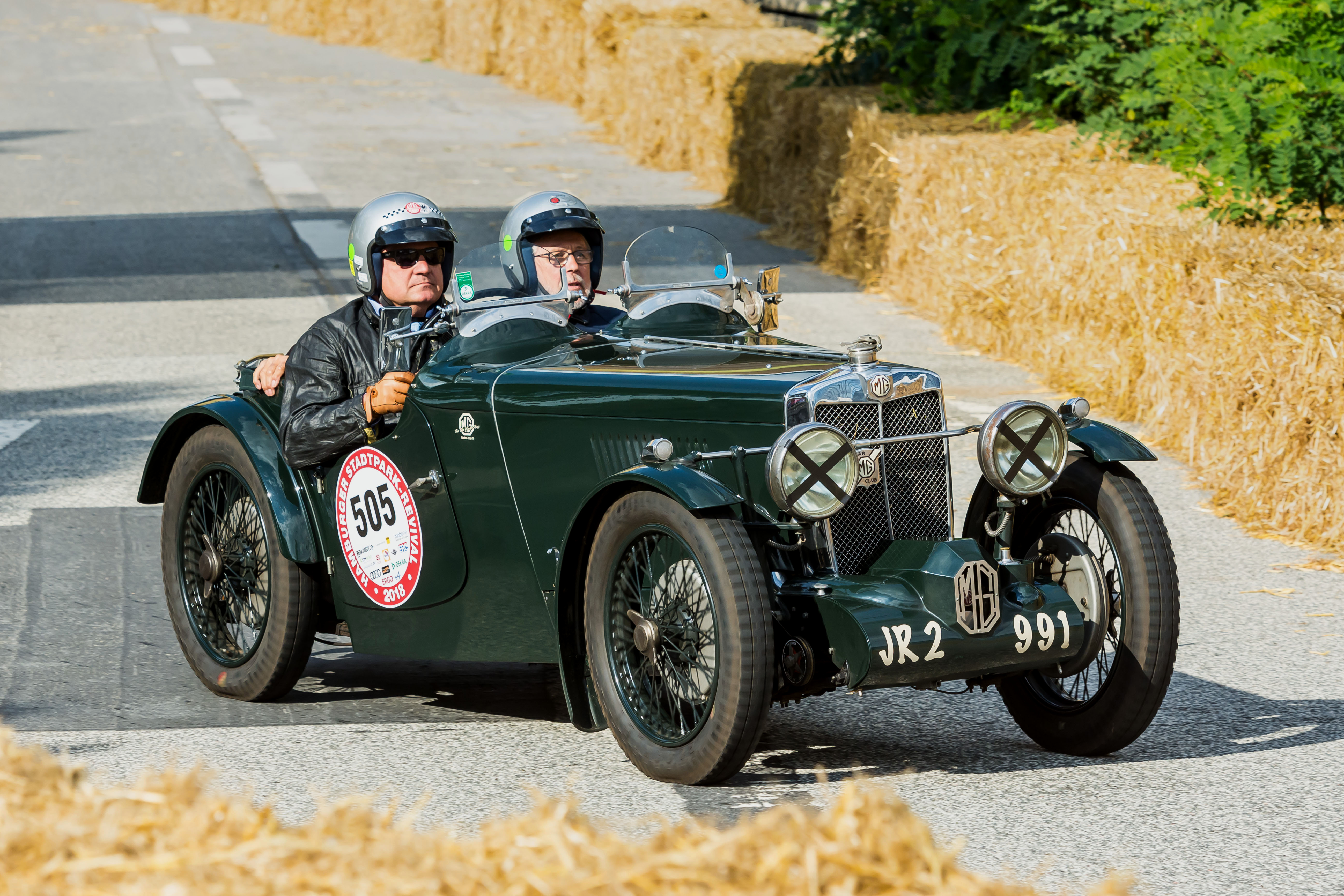
MG PA, Baujahr 1935, mit nachträglich angebautem Kompressor

## MG PB (1935–1936)
Der MG PB, der ab 1935 gebaut wurde, hatte eine größere Maschine mit 939 cm³ Hubraum, der durch Vergrößerung der Zylinderbohrung von 57 auf 60 mm entstanden war. Dieser Motor leistete 43 bhp (31,6 kW). Von außen sind beide Versionen nur schlecht zu unterscheiden, der größte Unterschied ist der Kühlergrill; der PA hat Bienenwabenmuster, der PB vertikale Lamellen. Ein weiterer Unterschied besteht in der Konstruktion und im Material des serienmäßigen Armaturenbrettes.

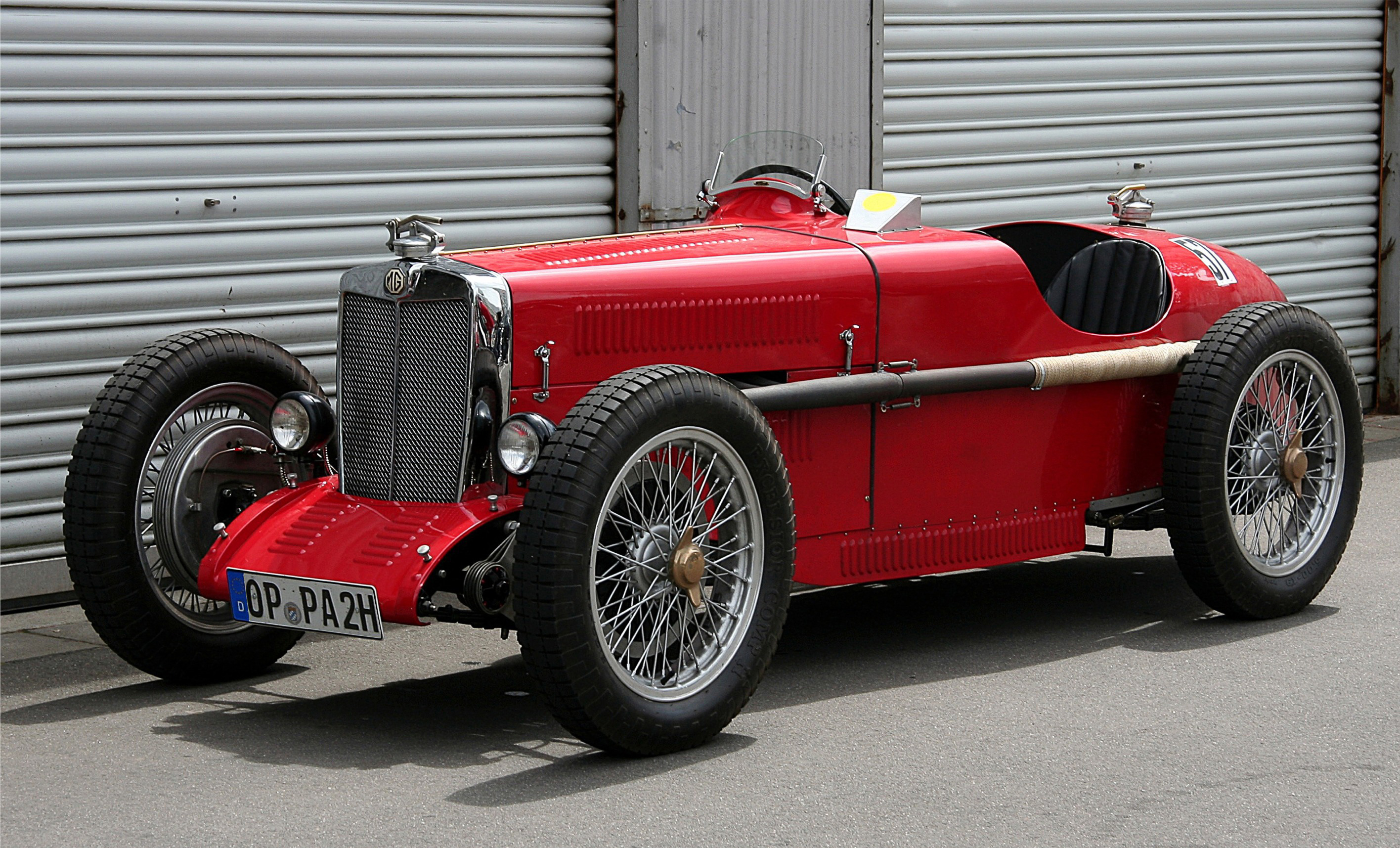
Modifizierter MG PA mit Sechszylindermotor, Baujahr 1936

Insgesamt wurden 2000 MG PA und 526 MG PB hergestellt. 1935 kostete ein offener PA-Zweisitzer £ 222. Heute gehören die P-Type neben dem MG K3 Magnette zu den begehrtesten MG-Fahrzeugen.

## Galeriebilder

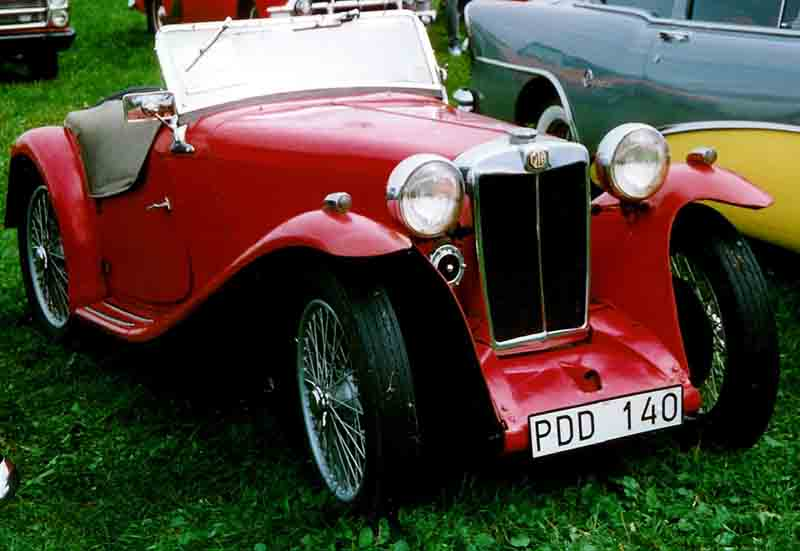
MG PA Midget Zweisitzer (1934)
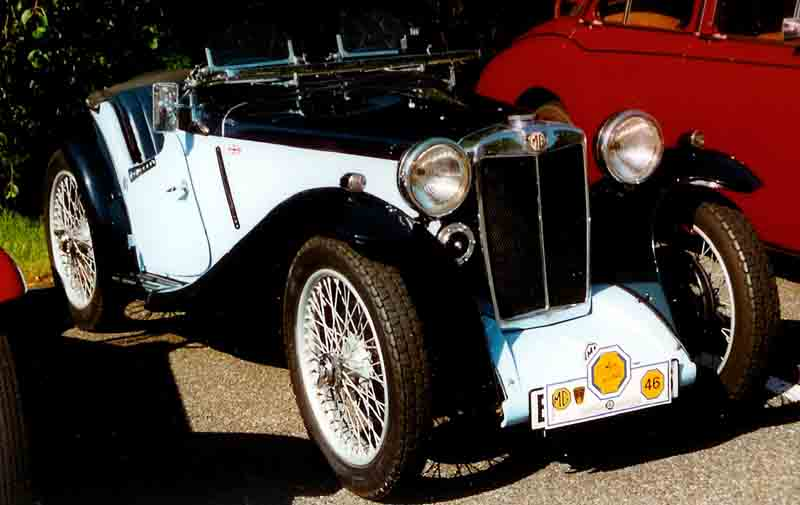
MG PA Midget Sportzweisitzer (1934)
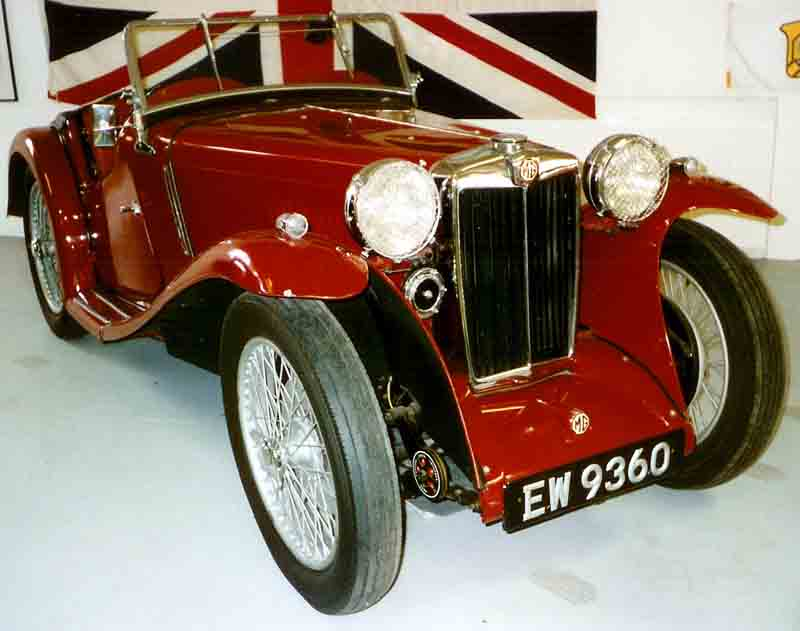
MG PB Midget Sportzweisitzer (1936)